# Кубок дружби
Кубок короля Олександра (рум. Cupa Regelui Alexandru) або Кубок дружби — міжнародне футбольне змагання між збірними Румунії та Югославії. Турнір був названий на честь Олександра I, короля Югославії, і був організований на честь святкування весілля короля Югославії Олександра I з принцесою Марією Румунською у 1922 році. Турнір під такою назвою розігрувався до 1930 року. Після вбивства короля турнір припинив існування, але незабаром був відновлений і розіграші 1936, 1937 та 1939 років називалися Кубок короля Кароля, на честь румунського Кароля II, а останній випуск називався Кубок короля Міхая на честь румунського короля Міхая І.
Крім того, у 1937—1938 роках замість матчів Румунія та Югославія провели розширений турнір, до якого доєдналась збірна Чехословаччини, і він дістав назву Кубок Едварда Бенеша, названий на честь Едварда Бенеша, президента Чехословаччини.

## Результати

### 1922
| 8 червня 1922 14:00 (UTC+1) |

| Югославія          | 1–2      | Румунія                       |
| ------------------ | -------- | ----------------------------- |
| - Шифер 35' (пен.) | Протокол | - Ронай 41' (пен.) - Гуга 61' |

| Стадіон СК «Югославія» Белград, Королівство Югославія Глядачів: 5 000 Арбітр: Гайнріх Речурі (Австрія) |

### 1923
| 10 червня 1923 18:00 (UTC+2) |

| Румунія     | 1–2      | Югославія        |
| ----------- | -------- | ---------------- |
| - Ронай 47' | Протокол | - Винек 23', 39' |

| Стадіон ФССР Бухарест, Румунія Глядачів: 10 000 Арбітр: Гайнріх Речурі (Австрія) |

### 1926
| 3 жовтня 1926 15:00 (UTC+1) |

| Югославія         | 2–3      | Румунія                              |
| ----------------- | -------- | ------------------------------------ |
| - Перцль 47', 49' | Протокол | - Семлер 19' - Ветцер 65' - Гуга 69' |

| Стадіон «Конкордії» Загреб, Королівство Югославія Глядачів: 5 000 Арбітр: Ладіслав Штепановський (Чехословаччина) |

### 1927
| 10 травня 1927 17:30 (UTC+2) |

| Румунія | 0–3      | Югославія                              |
| ------- | -------- | -------------------------------------- |
|         | Протокол | - Лубурич 6' - Гілер 23' - Боначич 25' |

| Стадіон Національного офісу фізичного виховання Бухарест, Румунія Глядачів: 15 000 Арбітр: Ференц Гере (Угорщина) |

### 1928
| 6 травня 1928 16:30 (UTC+1) |

| Югославія                            | 3–1      | Румунія      |
| ------------------------------------ | -------- | ------------ |
| - Сотирович 7', 42' - Мар'янович 26' | Протокол | - Поссак 85' |

| Стадіон СК «Югославія» Белград, Королівство Югославія Глядачів: 5 000 Арбітр: Міхай Іванчич (Угорщина) |

### 1929
| 10 травня 1929 18:00 (UTC+2) |

| Румунія                    | 2–3      | Югославія                                |
| -------------------------- | -------- | ---------------------------------------- |
| - Субешяну 20' - Борос 35' | Протокол | - Павелич 27' - Лемешич 60' - Хитрец 62' |

| Стадіон Національного офісу фізичного виховання Бухарест, Румунія Глядачів: 15 000 Арбітр: Еуген Браун (Аввстрія) |

### 1930
| 4 травня 1930 16:00 (UTC+1) |

| Югославія                   | 2–1      | Румунія    |
| --------------------------- | -------- | ---------- |
| - Премерл 12' - Боначич 32' | Протокол | - Дешу 72' |

| Стадіон СК «Югославія» Белград, Королівство Югославія Глядачів: 8 000 Арбітр: Ладіслав Штепановський (Чехословаччина) |

Як Кубок короля Кароля

### 1936
| 10 травня 1936 17:00 (UTC+3) |

| Румунія                | 3–2      | Югославія                        |
| ---------------------- | -------- | -------------------------------- |
| - Бодола 21', 46', 51' | Протокол | - Вуядинович 32' - Томашевич 67' |

| Стадіон Національного офісу фізичного виховання Бухарест, Румунія Глядачів: 30 000 Арбітр: Джон Лангенус (Бельгія) |

### 1937
| 6 вересня 1937 17:00 (UTC+1) |

| Югославія                     | 2–1      | Румунія       |
| ----------------------------- | -------- | ------------- |
| - Вуядинович 20' - Лешник 28' | Протокол | - Бараткі 62' |

| Стадіон «Београдскі СК» Белград, Королівство Югославія Глядачів: 12 000 Арбітр: Августин Кріст (Чехословаччина) |

### 1939
| 7 травня 1939 17:00 (UTC+3) |

| Румунія     | 1–0      | Югославія |
| ----------- | -------- | --------- |
| - Добаї 89' | Протокол |           |

| Стадіон Національного офісу фізичного виховання Бухарест, Румунія Глядачів: 25 000 Арбітр: Джузеппе Скарпі (Італія) |

Як Кубок Короля Міхая

### 1940
| 22 вересня 1940 15:30 (UTC+1) |

| Югославія      | 1–2      | Румунія                    |
| -------------- | -------- | -------------------------- |
| - Петрович 17' | Протокол | - Попеску 41' - Богдан 51' |

| Стадіон «Београдскі СК» Белград, Королівство Югославія Глядачів: 12 000 Арбітр: Дженерозо Даттіло (Італія) |

## Загальна статистика
| Збірна    | І  | В | Н | П | ГЗ | ГП | РГ |
| --------- | -- | - | - | - | -- | -- | -- |
| Югославія | 11 | 6 | 0 | 5 | 20 | 17 | +3 |
| Румунія   | 11 | 5 | 0 | 6 | 17 | 20 | –3 |

## Найкращі бомбардири
|   | Гравець            | Збірна    | Голів |
| - | ------------------ | --------- | ----- |
| 1 | Юліу Бодола        | Румунія   | 3     |
| 2 | Ференц Ронай       | Румунія   | 2     |
| 2 | Аурел Гуга         | Румунія   | 2     |
| 2 | Владимир Винек     | Югославія | 2     |
| 2 | Антун Боначич      | Югославія | 2     |
| 2 | Адольф Перкль      | Югославія | 2     |
| 2 | Кузман Сотирович   | Югославія | 2     |
| 2 | Джордже Вуядинович | Югославія | 2     |

## Кубок Едварда Бенеша

### Результати
Джерело:
| 18 квітня 1937 16:30 (+3:00) |

| Румунія    | 1–1      | Чехословаччина |
| ---------- | -------- | -------------- |
| Бодола 63' | Протокол | Неєдлий 81'    |

| Стадіон Національного офісу фізичного виховання Бухарест, Румунія Глядачів: 40 000 Арбітр: Рінальдо Барлассіна (Італія) |

| 3 жовтня 1937 15:15 (+1:00) |

| Чехословаччина                                           | 5–4      | Югославія                                   |
| -------------------------------------------------------- | -------- | ------------------------------------------- |
| Рульц 5' Ржига 26' Сенецький 43' Неєдлий 48' Соботка 79' | Протокол | Плеше 18', 50' Валяревич 60' Бургр 71' (аг) |

| Стадіон Летна Прага, Чехословаччина Глядачів: 18 000 Арбітр: Альфред Бірлем (Німеччина) |

| 8 травня 1938 17:00 (+3:00) |

| Румунія | 0–1      | Югославія   |
| ------- | -------- | ----------- |
|         | Протокол | Матошич 28' |

| Стадіон Національного офісу фізичного виховання Бухарест, Румунія Глядачів: 25 000 Арбітр: Пауль фон Герчка (Угорщина) |

| 28 серпня 1938 16:00 (+1:00) |

| Югославія | 1–3      | Чехословаччина                     |
| --------- | -------- | ---------------------------------- |
| Шипош 56' | Протокол | Брадач 19' Біцан 41' Сенецький 69' |

| Стадіон «Конкордії» Загреб, Югославія Глядачів: 10 000 Арбітр: Ганс Вютріх (Швейцарія) |

| 6 вересня 1938 16:00 (+1:00) |

| Югославія    | 1–1      | Румунія   |
| ------------ | -------- | --------- |
| Петрович 42' | Протокол | Біндя 69' |

| Стадіон «Београдскі СК» Белград, Югославія Глядачів: 8 000 Арбітр: Пеко Баувенс (Німеччина) |

| 4 грудня 1938 14:00 (+1:00) |

| Чехословаччина                                   | 6–2      | Румунія                |
| ------------------------------------------------ | -------- | ---------------------- |
| Біцан 28', 49', 61', 81' Лудль 38' Копецький 78' | Протокол | Бараткі 25' Бодола 26' |

| Стадіон Летна Прага, Чехословаччина Глядачів: 13 000 Арбітр: Дженерозо Даттіло (Італія) |

### Підсумкова таблиця
| ранг | Команда        | І | В | Н | П | ГЗ | ГП | РГ | О |
| ---- | -------------- | - | - | - | - | -- | -- | -- | - |
| 1    | Чехословаччина | 4 | 3 | 1 | 0 | 15 | 8  | +7 | 7 |
| 2    | Югославія      | 4 | 1 | 1 | 2 | 7  | 9  | -2 | 3 |
| 3    | Румунія        | 4 | 0 | 2 | 2 | 4  | 9  | -5 | 2 |

| Кубок Едварда Бенеша 1937–38 |
| ---------------------------- |
| Чехословаччина Перший титул  |

### Статистика

#### Автори голів
Протягом турніру було забито  26 голів у 6 матчах, з середнім показником 4.33 голів за матч.
5 голів
- Йозеф Біцан

2 голи
- Карел Сенецький
- Олдржих Неєдлий
- Бранко Плеше
- Юліу Бодола

1 гол
- Ян Ржига
- Їржі Соботка
- Йозеф Лудль
- Олдржих Рульц
- Властиміл Копецький
- Войтех Брадач
- Александар Петрович
- Светислав Валяревич
- Вільмош Шипош
- Фране Матошич
- Юліу Бараткі
- Сілвіу Біндя

1 автогол
- Ярослав Бургр (проти Югославії)